# Liste des évêques de Fort Wayne-South Bend
La liste des évêques de Fort Wayne-South Bend recense les noms des évêques qui se sont succédé sur le siège épiscopal de Fort Wayne - South Bend dans l’Indiana, aux États-Unis.
Le diocèse de Fort Wayne est érigé le 8 janvier 1857, par détachement de celui de Vincennes (futur diocèse d'Indianapolis).
Il change de dénomination le 28 mai 1960 pour devenir le  diocèse de Fort Wayne-South Bend (Dioecesis Wayne Castrensis-South Bendensis).

## Sont évêques
- 22 septembre 1857-† 29 juin 1871 : John Luers (John Henry Luers), évêque de Fort Wayne.
- 10 février 1872-† 22 janvier 1893 : Joseph Dwenger (Joseph Grégory Dwenger), évêque de Fort Wayne.
- 15 juillet 1893-† 12 juin 1900 : Joseph Rademacher (ou James Rademacher), évêque de Fort Wayne.
- 30 août 1900-† 6 décembre 1924 : Herman Alerding (Herman Joseph Alerding), évêque de Fort Wayne.
- 12 mai 1924-† 31 juillet 1956 : John Noll (John Francis Noll), évêque de Fort Wayne.
- 29 décembre 1956- 24 août 1976 : Léo Pursley (Léo Aloysius Pursley), évêque de Fort Wayne, puis de Fort Wayne-South Bend (28 mai 1960).
- 24 août 1976- 18 février 1985 : William McManus (William Edward McManus)
- 18 février 1985-14 novembre 2009 : John D'Arcy (John Michaël D'Arcy)
- depuis le 14 novembre 2009 : Kevin Rhoades (Kevin Carl Rhoades)

## Sources
- (en) Fiche du diocése sur catholic-hierarchy.org